# Fernando Varela Ramos
Fernando Varela Ramos est un footballeur, plus connu sous le nom de Varela (Dos Hermanas , province de Séville, 1er septembre 1979), est un ex- footballeur espagnol. Il a joué pendant dix saisons dans la première division espagnole, dans laquelle il a joué plus de 250 matchs avec Real Betis et CD Mallorca. Il a remporté une Copa del Rey en 2005 avec l'équipe du Betis. qui évolue au poste de milieu droit.

## Biographie
Devenu populaire le jour du match Betis contre Barcelone le 27 septembre 2002 lorsqu'il inscrit le troisième but de son équipe, considéré alors par les fans le plus beaux but de l'histoire du club andalous. Varela a été formé dans les catégories inférieures du Real Betis Balompié et a fait ses débuts avec la première équipe dans la dernière partie de la saison 1996-97, contre le Valencia CF (1-1).
Au cours de la saison 2001-02, après une période de six mois avec l' équipe de deuxième division , Extremadura CF , il a "quitté" Betis B et s'est installé définitivement avec la première équipe, disputant 25 matches de championnat.
Avec l'équipe sévillane, il a été champion de la Copa del Rey lors de la saison 2004-05 , remportant la finale contre Osasuna (2-1); La saison suivante, a participé à la Ligue des Champions en 2005 .
En été 2006, il a été transféré au Real Club Deportivo Mallorca . Le 13 septembre comme en 2009 Varela a eu 100 matchs avec l'équipe mallorquinista 
En été 2010, il a signé pour l'équipe turque Kasımpaşa SK de la ville d' Istanbul pour jouer dans la Super League turque . 
Le 30 août comme en 2011 Varela est retourné en Espagne pour jouer le Real Valladolid pour une saison avec une option d' une autre. 3 Mais, en février 2012 , il a subi une intervention chirurgicale sur le dos, a été libéré du petit et a décidé peu après de prendre sa retraite

## Carrière
- 1996-2006 :  Real Betis Séville
- 1999-2000 :  CF Extremadura (prêt)
- 2006-2010 :  RCD Majorque
- 2010-2011 :  Kasımpaşa Spor Kulübü
- 2011-2012 :  Real Valladolid[1],[2]

## Palmarès

### Club
- Betis Séville
  - 2004-2005 : Vainqueur de la Coupe du Roi d'Espagne

### Équipe nationale
- Espagne
  - 1999 : Champion du monde des moins de 20 ans